# 1951 en cyclisme
| Années du cyclisme : 1948 - 1949 - 1950 - 1951 - 1952 - 1953 - 1954    |
| Décennies du cyclisme : 1920 - 1930 - 1940 - 1950 - 1960 - 1970 - 1980 |

Les faits marquants de l'année 1951 en cyclisme.

## Par mois

### Février
18 février : le Français Raoul Remy gagne le Grand Prix de Nice.
21 février : le Français Antonin Canavese gagne la Ronde d'Aix en Provence.
25 février : l'Italien Renzo Soldani gagne Cagliari-Sassari. L'épreuve reprendra le sens Sassari-Cagliari pour les années qui suivent.
25 février : le Français Jean Dotto gagne la Course de côte du Mont Agel.

### Mars
- 4 mars : le Belge André Declerck gagne Kuurne-Bruxelles-Kuurne.
- 4 mars : le Belge Henri Serin gagne le Tour du Limbourg.
- 11 mars : le Belge Jean Bogaerts gagne le Circuit Het Volk pour la deuxième fois.
- 11 mars : l'Italien Fiorenzo Magni gagne au sprint Milan-Turin, son compatriote Fausto Coppi chute et se brise la clavicule en lui disputant la victoire. L'épreuve finissant sous la pluie les organisateurs ont maintenu l'arrivée à son lieu prévu du motodrome de Turin pourtant très glissant, ce qui a causé la chute de Coppi. Ce dernier soigné énergiquement reprend la compétition pour le Tour de Romagne.
- 11 mars : le Français Lucien Teissère gagne le Grand Prix de Cannes.
- 17 mars : le Belge Roger Decock gagne Paris-Nice.
- 18 mars : un Sterckx succède à un autre, Frans Sterckx gagne le Circuit des Régions Flamandes.
- 19 mars : le Français Louison Bobet gagne Milan-San Remo.
- 24 mars : l'Italien Loretto Petrucci gagne le Tour de Toscane.
- 25 mars : le Belge André Rosseel gagne Gand-Wevelgem.
- 25 mars : le Français Louison Bobet gagne le Critérium national de la route.
- 25 mars : l'Espagnol Pedro Sant Alenta gagne le Grand Prix de Pâques.
- 26 mars : le Belge Marcel Kint gagne le Circuit des 11 villes.
- 27 mars : le Français Jean Baldassari gagne Paris-Camembert.

### Avril
- 1er avril : l'Italien Magni remporte la troisième de ses trois victoires de rang sur le Tour des Flandres.
- 1er avril : le Français Jean Dotto gagne la Course de côte du Mont Faron en ligne.
- 8 avril : l'Italien Antonio Bevilacqua gagne Paris-Roubaix.
- 8 avril : le Français Jean Dotto gagne le Grand Prix de Monaco.
- 8 avril : le Suisse Hans Fluckinger gagne le Tour des 4 Cantons.
- 15 avril : le Français Jean Guegen gagne Paris-Bruxelles.
- 15 avril : le Suisse Ferdi Kubler gagne Rome-Naples-Rome.
- 15 avril : le Français Jean Baldassari gagne le Tour du Morbihan.
- 20 mai : le Belge Lucien Matthys gagne le Tour de Belgique.
- 21 avril : le Suisse Ferdi Kubler gagne la Flèche wallonne.
- 22 avril : le Suisse Ferdi Kubler gagne Liège-Bastogne-Liège et ainsi le Week-End Ardennais.
- 25 avril : l'Italien Elio Brasola gagne le Trophée Matteotti. L'épreuve ne sera pas disputée en 1952 et reprendra en 1953.
- 25 avril : le Belge Gérard Buyl gagne la Nokere Koerse.
- 29 avril : le Suisse Jean Brun gagne le Championnat de Zurich.
- 29 avril : cette année le championnat d'Italie sur route se dispute en 3 manches. pour la 1re manche l'Italien Fiorenzo Magni gagne le Tour du Latium.
- 29 avril : le Belge Raymond Impanis gagne " A Travers la Belgique " pour la deuxième fois.

### Mai
- 1er mai : l'Italien Arrigo Padovan gagne le Grand Prix de Prato.
- 1er mai : le Belge Karel de Baere gagne le Grand Prix Hoboken.
- 3 mai : le Français Raphaël Geminiani gagne le Grand Prix du Midi libre.
- 3 mai : le Belge Valère Ollivier gagne le Circuit des Ardennes Flamandes.
- 6 mai : le Suisse Ferdi Kubler gagne le Tour de Romandie pour la deuxième fois.
- 6 mai : l'Italien Luciano Maggini gagne le Tour de la province de Reggio de Calabre.
- 6 mai : le Français Raphaël Geminiani gagne la Polymultipliée pour la deuxième année d'affilée.
- 13 mai : l'Italien Fiorenzo Magni gagne au sprint le Tour de Romagne devant son compatriote Fausto Coppi de retour de blessure.
- 13 mai : 1re des 3 manches du championnat d' Espagne sur route. L'Espagnol Manuel Rodriguez gagne le Trophée Masferrer.
- 14 mai l'Espagnol Manuel Rodriguez gagne la Subida a Arrate pour la deuxième année d'affilée.
- 14 mai : le Français Pierre Lagrange gagne le Tour de l'Oise.
- 14 mai : le Belge Lucien de Portere gagne le Circuit de Flandre Orientale.
- 20 mai : le Belge Ernest Sterckx gagne le Circuit du Limbourg.
- 21 mai : le Belge Emmanuel Thomas gagne le Circuit Mandel-Lys-Escaut.
- 24 mai : 2e manche du championnat d'Espagne sur route. L'Espagnol Bernardo Ruiz gagne le Grand Prix de Zamora.
- 25 mai : l'Italien Fausto Coppi gagne la 6e étape contre la montre du Tour d'Italie Perouse-Terni. il bat dans l'ordre, le Français Louison Bobet de 1 minute et 7 secondes, le Suisse Hugo Koblet de 1 minute et 24 secondes, le Suisse Fredi Kubler de 2 minutes et 10 secondes, l'Italien Fiorenzo Magni de 2 minutes et 16 secondes. Le maillot rose le Suisse Fritz Schaer est septième à 3 minutes et 48 secondes Au classement général Coppi quatrième revient à 4 minutes et 25 secondes de Schaer le maillot Rose. Il est dans le même temps que Magni mais ce dernier est à la troisième place aux nombres de points.
- 25 mai : le Belge Marcel Hendrickx gagne le Circuit de Belgique Centrale.
- 27 mai : le Français Bernard Gauthier gagne Bordeaux-Paris.
- 27 mai : l'Italien Pino Cerami gagne le Tour du Doubs.
- 27 mai : le Belge Albert Ramon gagne le Tour des 3 Provinces Belge.

### Juin
- 3 juin : 3e manche du championnat d'Espagne sur route. L'Espagnol Bernardo Ruiz gagne la Vuelta a los Puertos pour la deuxième année d'affilée. A l'issue de la course Bernardo Ruiz devient champion d'Espagne sur route pour la troisième fois.
- 3 juin : le Français Attilio Redolfi gagne les Boucles de la Seine.
- 4 juin : le Luxembourgeois Marcel Ernzer gagne le Tour de Luxembourg.
- 8 juin : l'Italien Fausto Coppi gagne la 18e étape du Tour d'Italie Cortina d'Ampezzo-Bolzano qui emprunte les cols de Costalunga et San Lugano. Dès le départ de l'étape, Coppi s'échappe avec son compatriote Pasquale Fornara, le Français Louison Bobet et le Suisse Hugo Koblet qui ne prend pas les relais pour protéger son compatriote Ferdi Kubler mieux placé que lui au classement général. L'échappée est reprise mais au sprint à l'arrivée Fausto Coppi s'impose devant Hugo Koblet et Ferdi Kubler. Au classement général Coppi est cinquième à 4 minutes et 4 secondes du nouveau maillot rose l'Italien Fiorenzo Magni.
- 10 juin : l'Italien Fiorenzo Magni remporte la 37e édition du Tour d'Italie. Il s'agit de la deuxième de ses trois victoires sur cette course.
- 10 juin : le Belge Jan Bogaerts gagne le Tour des Pays-Bas.
- 10 juin : le Suisse Cesare Zuretti gagne le Tour du Nord-Ouest de la Suisse.
- 13 juin : le Français Louison Bobet conserve son titre de champion de France sur route.
- 13 juin : le Belge Maurice Blomme gagne Bruxelles-Ingooigem.
- 17 juin : le Britannique Peter Brocker devient champion de Grande-Bretagne sur route NCU.
- 17 juin : le Britannique David Bedwell devient champion de Grande-Bretagne sur route BLRC.
- 17 juin : le Néerlandais Hans Dekkers devient champion des Pays-Bas sur route.
- 17 juin : le Belge Lode Anthonis devient champion de Belgique sur route.
- 17 juin : le Français Nello Lauredi gagne le Critérium du Dauphiné libéré pour la deuxième fois d'affilée.
- 23 juin : le Suisse Ferdi Kubler gagne le Tour de Suisse pour la troisième fois.
- 25 juin : le Français Jean Marie Goasmat gagne Paris-Bourges.
- 29 juin : 2e manche du championnat d'Italie sur route. l'Italien Gino Bartali gagne le Tour du Piémont pour la troisième fois. Non loin de l'arrivée, l'Italien Serce Coppi, frère de Fausto, chute et heurte le trottoir de la tête. Il croit s'en sortir avec plus de peur que de mal. Mais dans la soirée il meurt de l'hémorragie cérébrale provoquée par la chute. Fausto Coppi est effondré.

### Juillet
- 4 juillet : départ du Tour de France, pour la première fois depuis 1926, il part de province. Le vainqueur de chaque étape obtient 1 minute de bonification et son second 30 secondes. Au sommet des cols de 1ere catégorie, il est octroyé 40 secondes de bonification au 1ere et 20 secondes au 2eme. Au sommet des cols de 2eme, il est octroyé 20 secondes au 1er. Le Suisse Giovanni Rossi gagne la 1ere étape Metz-Reims en battant au sprint ses 5 compagnons d'échappée, 2eme l'Italien Attilio Redolfi, 3eme le Français Gilbert Bauvin. Arrivent ensuite d'autres coureurs intercalés et le Français Louis Caput 9eme à 52 secondes remporte le sprint du peloton. Rossi devient le premier leader de l'épreuve.
- 5 juillet : le Luxembourgeois Jean Diederich gagne en solitaire la 2eme étape du Tour de France Reims-Gand qui emprunte le mur de Grammont, 2eme à 2 minutes 11 secondes le Belge Stan Ockers, 3eme à 3 minutes 2 secondes le Belge Marcel de Mulder, 4eme le Français Raphaël Geminiani à 3 minutes 21, 5eme l'Italien Gino Bartali à 3 minutes 50 secondes, arrivent dans sa roue, son compatriote Fausto Coppi, le Suisse Hugo Koblet et le Français Louison Bobet. Les Français Gilbert Bauvin et Jean Robic terminent 44eme et 53eme à 4 minutes 34 secondes. Le Suisse Giovanni Rossi 55eme à 7 minutes 7 secondes perd le maillot jaune. Diederich et le Belge Germain Derijcke ont abordé ensemble le mur de Grammont, Derijcke chute et laisse partir Diederich qui outre l'étape  prend le maillot jaune, au classement général il devance Ockers 2eme de 2 minutes 41 secondes, 3eme l'Italien Attilio  Redolfi à 3 minutes 28 secondes..
- 6 juillet : le Français Georges Meunier gagne devant ses 3 compagnons d'échappée la 3eme étape du Tour de France Gand-Le Tréport, 2eme le Suisse Giovanni Rossi, 3eme le Luxembourgeois Willy Kemp, 4eme le Français Gilbert Bauvin. Le sprint du peloton est remporté par le Néerlandais Gerrit Peters à 58 secondes. Au classement général : 1er le Luxembourgeois Jean Diederich, 2eme le Belge Stan Ockers à 2 minutes 41 secondes, 3eme Meunier à 2 minutes 52 secondes.
- 7 juillet : le Français Roger Lévêque gagne détaché la 4eme étape du Tour de France Le Tréport-Paris, 2eme le Français Jean Baldassari à 22 secondes, 3eme le Français Hilaire Couvreur même temps. Après d'autres coureur intercalés, le sprint du peloton est remporté par le Français Raymond Guegan 7eme à 2 minutes 21 secondes. Au classement général 1er le Luxembourgeois Jean Diederich, 2eme Lévêque à 2 minutes 13 secondes, 3eme Baldassari à 2 minutes 21 secondes.
- 8 juillet : l'Italien Serafino Biagioni gagne en solitaire la 5eme étape du Tour de France Paris-Caen, 2eme le Français Serge Blusson à 9 minutes 59 secondes, 3eme l'Italien Fiorenzo Magni, puis tout le peloton. Biagioni prend le maillot jaune devant le Luxembourgeois Jean Diederich 2eme à 1 minute 6 secondes, 3eme le Français Roger Lévêque à 3 minutes 19 secondes.
- 8 juillet : l'Italien Mauro Gianneschi gagne le Grand Prix de Camaiore.
- 9 juillet : le Français Edouard Müller gagne devant ses 4 compagnons d'échappée la 6eme étape du Tour de France Caen-Rennes, 2eme le Français Gilbert Bauvin, 3eme le Néerlandais Wim Van Est, 4eme l'Italien Andréa Carrea, 5eme le Français Roger Lévêque. Le peloton est morcelé, le Néerlandais Gerrit Peters 21eme à 12 minutes 58 secondes remporte le sprint du groupe où se trouvent tous les favoris. Au classement général Lévêque prend le maillot jaune devant Bauvin 2eme à 1 minute 1 seconde, 3eme le Français Edouard Müller à 4 minutes 37 secondes.
- 10 juillet : le contre la montre de la 7eme étape du Tour de France La Guerche-Angers est remporté par le Suisse Hugo Koblet, 2eme le Français Louison Bobet à 59 secondes, 3eme l'Italien Fausto Coppi à 1 minute 4 secondes, 4eme l'Italien Fiorenzo Magni à 2 minutes 52 secondes. L'Italien Gino Bartali est 7eme à 5 minutes 14 secondes, le Français Raphaël Geminiani est 9eme à 5 minutes 58 secondes, le Français Roger Lévêque est 16eme à 7 minutes 33 secondes, le Français Gilbert Bauvin est 19eme à 7 minutes 51 secondes, le Belge Stan Ockers est 20eme à 7 minutes 53 secondes. Le Français Edouard Müller 50eme à 12 minutes 16 secondes quitte les premières places, le Français Jean Robic 71eme à 14 minutes 20 secondes accroit son retard, le Tour semble perdu pour lui. Au classement général 1er Lévêque, 2eme Bauvin à 1 minute 19 secondes, 3eme Koblet à 7 minutes 2 secondes. Bobet est 7eme à 8 minutes 31 secondes, Coppi est 8eme à 9 minutes 6 secondes, Magni est 11eme à 10 minutes 54 secondes, Bartali est 18eme à 13 minutes 16 secondes, Geminiani est 19eme à 13 minutes 29 secondes. Robic est loin 48eme à 23 minutes 6 secondes.
- 11 juillet : le Belge André Rosseel gagne la 8eme étape du Tour de France Angers-Limoges au sprint devant, son compagnon d'échappée, le Français Nello Lauredi est 2eme, vient ensuite à 57 secondes un groupe réglé au sprint par le Français Raphaël Geminiani 3eme, dans ce groupe se trouve le Luxembourgeois Jean Diederich 5eme même temps. Le peloton est morcelé et le sprint du groupe des favoris est réglé par le Français Jean Robic 17eme à 1 minute 12 secondes. Au classement général 1er le Français Roger Lévêque, 2eme le Français Gilbert Bauvin à 1 minute 19 secondes, 3eme Diederich à 6 minutes 45 secondes.. Il y a repos le 12 juillet.
- 12 juillet : le Belge Valère Ollivier gagne le Circuit des Monts du Sud-Ouest.
- 13 juillet : le Français Raphaël Geminiani gagne en solitaire la 9eme étape du Tour de France Limoges-Clermont Ferrand qui emprunte les cols de la Moreno et de Ceyssat, 2eme le Luxembourgeois Jean Goldschmit à 52 secondes, le sprint du peloton est remporté par le Belge Stan Ockers 3eme à 1 minute 14 secondes. Etant le régional de l'étape Geminiani tenait à cette victoire. Pour cela, il s'échappe dans le col de la Moreno et s'impose seul sur le vélodrome de la capitale Auvergnate. Au classement général 1er le Français Roger Lévêque, 2eme son compatriote Gilbert Bauvin à 1 minute 19 secondes, 3eme Geminiani à 6 minutes 44 secondes.
- 14 juillet : l'Espagnol Bernardo Ruiz gagne en solitaire la 10eme étape du Tour de France Clermont Ferrand-Brive la Gaillarde qui emprunte les cols de Dyane (ou de la Croix Morand), de La Roche Vendeix et le Puy de Bort, 2eme le Belge Marcel Verschueren à 1 minute 38 secondes, 3eme le Français Bernard Gauthier à 2 minutes 25 secondes, après d'autres coureurs intercalés (parmi lesquels le Français Gilbert Bauvin 6eme à 6 minutes 44 secondes) le Belge Gerrit Peters 7eme à 7 minutes 27 secondes gagne le sprint du peloton. Au classement général 1er le Français Roger Lévêque, 2eme le Français Gilbert Bauvin à 36 secondes, 3eme Ruiz à 6 minutes 14 secondes.
- 15 juillet : le Suisse Hugo Koblet gagne en solitaire la 11eme étape du Tour de France Brive la Gaillarde-Agen, 2eme le Français Marcel Michel, 3eme  le Néerlandais Gerrit Peters puis le peloton des favoris. Koblet à 140 KM de l'arrivée se mêle à un groupe d'échappée, bientôt il se retrouve seul pour tenir tête pendant 111 KM à tout le gotha du peloton qui s'échine en vain de le rejoindre. Cet exploit est entré dans la légende du Tour de France. Au classement général 1er le Français Roger Lévêque, 2eme le Français Gilbert Bauvin à 36 secondes, 3eme Koblet à 3 minutes 27 secondes.
- 16 juillet : le Néerlandais Wim Van Est gagne au sprint devant ses 9 compagnons d'échappée la 12eme étape du Tour de France Agen-Dax, 2eme le Français Louis Caput, 3eme le Français Jacques Marinelli. Le Belge Stan Ockers 11eme à 18 minutes 16 secondes gagne le sprint du peloton. Pour la première fois un Néerlandais, Wim Van Est prend le maillot jaune avec 2 minutes 29 secondes d'avance sur le Français Georges Meunier (8eme de l'étape) et 3 minutes 13 secondes sur le Belge Marcel de Mulder (9eme de l'étape).
- 17 juillet : l'Italien Serafino Biagioni gagne la 13eme étape du Tour de France Dax-Tarbes qui emprunte le col d'Aubisque après le déclassement du Français Raphaël Geminiani pour sprint irrégulier, qui a bénéficié d'une poussette de la part de son compatriote Nello Lauredi, 2eme le Français Gilbert Bauvin, 3eme Lauredi, 4eme Geminiani tous même temps. Tous les favoris arrivent après 9 minutes 15 secondes. Le Belge Marcel de Mulder 29eme à 14 minutes 24 secondes ne fait pas partie de ce groupe. Le Néerlandais Wim Van abandonne sur chute, il perd le maillot jaune et aurait aussi pu perdre la vie. Manquant de lucidité dans la descente de l'Aubisque, il rate un virage et tombe dans le ravin. Il avait les cales-pieds serrés dans la descente (ce qui prouve son manque de lucidité) mais paradoxalement cela lui sauve la vie. Entrainé par l'inertie de son vélo il est emporté au-delà des rochers et atterrit sur de l'herbe. Les roues du vélo absorbent le choc, il est indemne. Il sera hospitalisé par précaution. Le Français Gilbert Bauvin prend le maillot jaune, 2eme à égalité Biagioni et Geminiani à 6 minutes 18 secondes, 4eme le Français Georges Meunier à 10 minutes 5 secondes, 5eme le Suisse Hugo Koblet à 12 minutes 56 secondes, 6eme Lauredi à 13 minutes 19 secondes, 7eme de Mulder à 13 minutes 21 secondes. L'Italien Fausto Coppi est 10eme 18 minutes 35 secondes, son compatriote Fiorenzo Magni est 11eme à 20 minutes 23 secondes, le Français Louison Bobet est 12eme à 20 minutes 37 secondes, l'Italien Gino Bartali est 15eme à 22 minutes 45 secondes et le Belge Stan Ockers est 16eme à 23 minutes 15 secondes.
- 17 juillet : le Français Francis Delepierre gagne le Grand Prix de Fourmies.
- 18 juillet : le Suisse Hugo Koblet gagne la 14eme étape du Tour de France Tarbes-Luchon qui emprunte les cols du Tourmalet, d'Aspin et de Peyresourde, il devance au sprint son compagnon d'échappée, l'Italien Fausto Coppi 2eme, l'Italien Gino Bartali est 3eme à 2 minutes 24 secondes, 4eme le Français Lucien Lazarides à 2 minutes 52 secondes, 5eme le Français Raphaël Geminiani à 6 minutes 10 secondes. Le Belge Stan Ockers finit 7eme à 7 minutes 26 secondes, 8eme Bobet à 8 minutes 59 secondes. Le Français Gilbert Bauvin termine 15eme à 12 minutes et 17 secondes, l'Italien Fiorenzo Magni est 16eme, le Français Nello Lauredi est 17eme tous même temps. Le Français Georges Meunier 21eme à 14 minutes 6 secondes et le Belge Marcel de Mulder 31eme à 15 minutes 49 secondes quittent les premières places. Koblet et Coppi se sont échappés dans le col d'Aspin. Koblet prend le maillot jaune avec 21 secondes d'avance sur Bauvin, 3eme Geminiani à 32 secondes, 4eme Coppi à 5 minutes 9 secondes, 5eme Lucien Lazarides à 7 minutes 29 secondes. Le tour doit se jouer entre ses cinq hommes les autres favoris étant à plus de 12 minutes.
- 19 juillet : le Belge André Rosseel gagne détaché la 15eme étape du Tour de France Luchon-Carcassonne qui emprunte le col de Portet d'Aspet, 2eme le Belge Roger Decock à 12 secondes 3eme le Français Maurice Diot même temps. Après d'autres coureurs intercalés, le Français Edouard Müller 17eme à 5 minutes 8 secondes remporte le sprint du peloton. Pas de changement en tête du classement général.
- 20 juillet : le Suisse Hugo Koblet gagne la 16e étape du Tour de France Carcassonne-Montpellier qui emprunte les cols de Sales et de la Baraque de Bral, 2eme le Français Jacques Marinelli, 3eme le Français Raphaël Geminiani, 4eme le Français Lucien Lazarides, 5eme le Français Pierre Barbotin, tous même temps. L'Italien Gino Bartali est 6eme à 4 minutes 14 secondes, le Français Louison Bobet est 8eme même temps. Le Belge Stan Ockers 9eme à 5 minutes 34 secondes gagne le sprint du peloton où se trouve le Français Gilbert Bauvin 18eme. L'Algérien (alors Français) Abdelkader Zaaf a provoqué une échappée d'envergure. L'Italien Fausto Coppi n'a pu s'y immiscer et au contraire connait la plus grosse défaillance de sa carrière. Saisi de vomissement c'est avec beaucoup de difficultés qu'il atteint Montpellier 33 minutes et 26 secondes après Koblet et frôle l'élimination. Au classement général il est à trois quart d'heure de Koblet, le Tour de France est perdu pour lui. Geminiani devient second à 1 minute 32 secondes, 3eme Lucien Lazarides à 8 minutes 29 secondes. Pour Bauvin 4eme à 13 minutes 21 secondes c'est la fin de la course au maillot jaune. Les autres favoris sont à plus de 18 minutes. Il y a repos le 21 juillet.
- 22 juillet : le Français Louison Bobet gagne la 17eme étape du Tour de France Montpellier-Avignon qui emprunte le Mont Ventoux par Malaucène, 2eme le Français Pierre Barbotin à 50 secondes, 3eme l'Italien Gino Bartali à 56 secondes, 4eme le Français Raphaël Geminiani, 5eme le Suisse Hugo Koblet , 6eme le Français Lucien Lazarides, tous même temps. Le Belge Stan Ockers est 7eme à 1 minute 15 secondes, le Français Nello Lauredi est 17eme à 4 minutes 50 secondes. Les Italiens Fiorenzo Magni 25eme et Fausto Coppi 31eme terminent à 5 minutes 46 secondes. C'est Lazarides qui a franchi le Mont Ventoux 1er devant Bartali, Geminiani et Barbotin à 45 secondes. Koblet suivait à 57 secondes et Bobet pointait à 1 minute 3 secondes. Ockers s'accrochait à 2 minutes 30 secondes, tandis que les Italiens Fausto Coppi et Fiorenzo Magni à 7 minutes 20 secondes, se souciaient de terminer l'étape sans subir une défaillance. Dans la plaine, Bobet pour sauver son Tour de France qu'il espérait meilleur, rejoint les hommes de tête puis se détache en vue de la ligne d'arrivée. Au classement général Koblet maillot jaune est encore talonné par Geminiani 2eme à 1 minute 32 secondes, 3eme Lazarides à 7 minutes 49 secondes. Les suivants sont à 18 minutes.
- 23 juillet : l'Italien Fiorenzo Magni gagne, au sprint devant ses 9 compagnons d'échappée, la 18eme étape du Tour de France Avignon-Marseille qui emprunte les cols du Pointu et de le Gineste (Carpiagne pour les journalistes d'alors) et s'achève sur la piste du stade vélodrome, 2eme le Belge Stan Ockers, 3eme le Français Gino Sciardis. Le Français Edouard Müller 11eme à 4 minutes 34 secondes gagne le sprint du peloton. Pas de changement en tête du classement général.
- 24 juillet : le Belge Armand Baeyens gagne la 19eme étape du Tour de France Marseille-Gap qui emprunte les cols de Sagnes et de la Sentinelle, 2eme l'Italien Gino Bartali à 1 minute 33 secondes, 3eme l'Italien Fiorenzo Magni puis tout le peloton. Pas de changement en tête du classement général.
- 25 juillet : la 20e étape du Tour de France Gap-Besançon qui emprunte les cols de Vars et de l'Izoard, voit l'Italien Fausto Coppi renaître de ses cendres. Dès le départ, il répond à un démarrage de l'Algérien (alors Français) Abdelkader Zaaf, bien vite il se retrouve seul en tête. Il apprend que le Français Roger Buchonnet tente de le rejoindre, Coppi l'attend et les deux hommes font course commune jusqu'au col de Vars ou l'Italien passe 40 secondes avant le Français. Derrière le Suisse Hugo Koblet est sorti du peloton et entame la poursuite avec Coppi. Ce dernier franchit le col de l'Izoard 2 minutes et 12 secondes avant Buchonnet et 2 minutes et 54 seconde avant Koblet. A l'arrivée à Briançon, Fausto Coppi gagne avec 3 minutes et 43 secondes d'avance sur Roger Buchonnet 2eme et 4 minutes et 9 secondes sur Hugo Koblet 3eme qui a crevé dans la descente du col de l'Izoard, 4eme l'Italien Gino Bartali à 7 minutes 36 secondes, 5eme le Belge Stan Ockers à 9 minutes 3 secondes, 6eme le Français Lucien Lazarides même temps. Le Français Raphaël Geminiani termine 9eme à 11 minutes et 39 secondes, il perd le Tour. Le Français Louison Bobet incompréhensiblement finit 37eme à 20 minutes 14 secondes. Au classement général l'Italien  Coppi remonte à la dixième place à 38 minutes et 23 secondes du Suisse. Ce dernier a la victoire finale en main puisque Geminiani son second est à 9 minutes 2 secondes, 3eme Lucien Lazarides à 12 minutes 43 secondes, les suivants sont à plus de 20 minutes.
- 26 juillet : l'Espagnol Bernardo Ruiz gagne en solitaire la 21eme étape du Tour de France Briançon-Aix les Bains qui emprunte le col du Lautaret, la côte de Laffrey et les cols de Porte, du Cucheron et du Granier, 2eme le Français Jean Robic à 1 minute 46 secondes, 3eme le Français Pierre Cogan, 4eme le Français Jean Dotto, 5eme le Français Bernard Gauthier tous même temps. Après le Français Jean Marie Goasmat 6eme à 6 minutes 33 secondes, le sprint du peloton est remporté par le Belge Stan Ockers 7eme à 6 minutes 38 secondes. Y figurent tous les favoris sauf le Français Louison Bobet qui termine dans les délais 68eme à 39 minutes 36 secondes. Les superstitieux parlent de la malédiction du 3eme qui frappe l'année qui suit ceux qui se trouvent sur la dernière marche du podium. Pas de changement en tête du classement général.
- 27 juillet : le contre la montre de la 22eme étape Aix les Bains-Genève est remporté par le Suisse Hugo Koblet, 2eme le Belge Roger Decock à 4 minutes 50 secondes, 3eme le Français Pierre Barbotin à 4 minutes 59 secondes, le Français Lucien Lazarides termine 9eme à 10 minutes 33 secondes, 13eme le Français Raphaël Geminiani à 11 minutes 58 secondes. Au classement général Koblet devance Geminiani son second de 22 minutes et Lucien Lazarides 3eme de 24 minutes 16 secondes.
- 28 juillet : le Belge Germain Derijke gagne au sprint la 23eme étape du Tour de France Genève-Dijon, 2eme le Français Lucien Teisseire, 3eme le Français Adolphe Deledda même temps. Après d'autres coureurs intercalés, le sprint du peloton est remporté par le Belge Stan Ockers 10eme à 5 minutes 52 secondes. Pas de changement en tête du classement général.
- 29 juillet : Le Français Adolphe Deledda gagne, au sprint devant son compagnon d'échappée, la 24eme étape du Tour de France Dijon-Paris, 2eme l'Italien Fiorenzo Magni, 3eme à 1 minute 40 secondes le Belge Stan Ockers qui gagne le sprint du peloton.  Le Suisse Hugo Koblet gagne le Tour de France, 2eme le Français Raphaël Geminiani à 22 minutes, 3eme le Français Lucien Lazarides à 24 minutes 16 secondes. Geminiani remporte le Grand Prix de la Montagne.
- 31 juillet : le Belge Ernest Sterckx gagne le Grand Prix de l'Escaut.

### Août
- 4 août : l'Italien Guido de Santi gagne le Tour de R F A.
- 5 août : l'Espagnol Antonio Mendiburu gagne le Grand Prix de Villafranca.
- 14 août : l'Italien Guido de Santi gagne les Trois vallées varésines.
- 15 août : le Suisse Ferdi Kubler est champion de Suisse pour la quatrième année d'affilée.
- 18 août : l'Espagnol Carmelo Morales gagne le Grand Prix de LLodio.
- 19 août : le Luxembourgeois Jean Kirchen devient champion du Luxembourg sur route pour la deuxième fois.
- 19 août : l'Allemand Ludwig Hörmann devient champion de RFA sur route.
- 19 août : l'Italien Rinaldo Moresco gagne le Tour des Apennins.
- 21 août : le Belge Maurice Blomme gagne le Grand Prix de Zottegem pour la troisième année d'affilée.
- 24-28 août : championnats du monde de cyclisme sur piste à Milan (Italie). Le Britannique Reginald Harris est champion du monde de vitesse professionnelle pour la troisième année d'affilée. L'Italien Enzo Sacchi est champion du monde de vitesse amateur. L'Italien Antonio Bevilacqua est champion du monde de poursuite professionnelle pour la deuxième année d'affilée. L'Italien Mino De Rossi est champion du monde de poursuite amateur.
- 26 août : le Français Pierre Barbotin gagne le Circuit de l'Indre.
- 28 août : le Belge Lucien Mathys gagne la Coupe Sels.

### Septembre
- 1er septembre : à Varèse (Italie) l'Italien Gianni Ghidini est champion du monde amateur sur route.
- 2 septembre : à Varèse (Italie) le Suisse Ferdi Kubler devient champion du monde sur route, l'Italien Fiorenzo Magni est médaillé d'argent et l'Italien Antonio Bevilacqua est médaillé de bronze.
- 4 septembre : le Français Robert desbats gagne le Circuit des boucles de l'Aulne.
- 9 septembre : le Français Henri Duhamel gagne le Grand Prix d'Isbergues.
- 11 septembre : l'Italien Fausto Coppi gagne le Grand Prix de Braaschaat.
- 13 septembre : le Belge Roger Decock gagne le Championnat des Flandres.
- 16 septembre : le Suisse Hugo Koblet gagne le Grand Prix des Nations.
- 16 septembre : l'Italien Siro Bianchi gagne la Poly Lyonnaise.
- 23 septembre : l'Italien Primo Volpi gagne le Tour de Catalogne.
- 23 septembre : 3e manche du championnat d'Italie sur route. L'Italien Antonio Bevilacqua gagne le Tour de Venitie. A l'issue de la course l'Italien Fiorenzo Magni devient champion d'Italie sur route.
- 27 septembre : comme l'an dernier le Belge André Maelbrancke gagne le Circuit Houtland, c'est sa troisième victoire en tout dans cette épreuve.

### Octobre
- 4 octobre : l'Italien Luciano Maggini gagne le Tour d'Émilie pour la deuxième année d'affilée.
- 7 octobre : le Français Jacques Dupont gagne Paris-Tours.
- 8 octobre : l'Espagnol Bernardo Ruiz gagne le Tour de Castille.
- 14 octobre : l'Italien Fausto Coppi gagne le Grand Prix de Lugano.
- 14 octobre : l'Italien Luigi Casola gagne le Trophée Bernocchi.
- 16 octobre : le Belge René Janssens gagne le Grand Prix de Clôture.
- 21 octobre : le Français Louison Bobet gagne le Tour de Lombardie au sprint sur le vélodrome Vigorelli de Milan devant les Italiens Giuseppe Minardi, Fausto Coppi et Renzo Soldani ses trois compagnons d'échappée. Cette victoire lui permet de remporter le Challenge Desgranges-Colombo.
- 22 octobre : l'Italien Renzo Accordi gagne la Coppa Agostoni.
- 28 octobre : l'Espagnol Vittorio Garcia gagne le Trophée Fernando Salvadores. Ensuite cette épreuve disparait du calendrier international.

### Novembre
- 1er novembre : la paire italienne Fiorenzo Magni-Giuseppe Minardi gagne le Trophée Baracchi.
- 4 novembre : l'Italien Giorgio Albani gagne Milan-Modène. L'épreuve ne sera pas disputée en 1952 et reprendra en 1953.
- 11 novembre : le Français Jean Dotto gagne la Course de côte de la Turbie pour la Deuxième année d'Affilée.
- 18 novembre : l'Italien Primo Volpi gagne le Tour de Sicile. L'épreuve ne sera pas disputée en 1952 et reprendra en 1953.

## Principales naissances
- 8 février : Jean Chassang, cycliste français.
- 13 février : Michel Pollentier, cycliste belge.
- 3 mars : Eduard Rapp, cycliste soviétique.
- 6 mars : Gerrie Knetemann, cycliste néerlandais. († 2 novembre 2004).
- 12 mars : Pierre-Raymond Villemiane, cycliste français.
- 30 mars :
  - Klaus-Jürgen Grünke, cycliste allemand.
  - Anton Tkáč, cycliste tchécoslovaque.
- 5 avril : Theo Smit, cycliste néerlandais.
- 11 mai : Eulalio García Pereda, cycliste espagnol.
- 10 juin : Jos Schipper, cycliste néerlandais.
- 19 juin : Francesco Moser, cycliste italien.
- 30 juin : Geneviève Gambillon, cycliste française.
- 1er juillet : José Nazábal, cycliste espagnol.
- 11 juillet : Jacques Michaud, cycliste français.
- 22 juillet : Giovanni Battaglin, cycliste italien.
- 2 septembre : Bernard Bourreau, cycliste français.
- 13 septembre : Sven-Åke Nilsson, cycliste suédois.
- 12 octobre : Luciano Borgognoni, cycliste italien.
- 21 novembre : Cees Bal, cycliste néerlandais.
- 1er décembre : Alfons van Katwijk, cycliste néerlandais.
- 3 décembre : Manuel Esparza, cycliste espagnol.

## Principaux décès
- 23 juin : Victor Johnson, cycliste britannique. (° 10 mai 1883).
- 18 septembre : Constant Huret, cycliste belge. (° 26 janvier 1870).